# 聖書における近親相姦
聖書における近親相姦（せいしょにおけるきんしんそうかん）とは、ヘブライ語聖書によって禁じられている特定の密接な親族関係の間の性的関係を指す。これらの禁止事項は、主にレビ記18:8-18と20:11-21と、申命記に書かれている。聖書における禁止された性関係のカテゴリーは、様々な国や様々なキリスト教の宗派における現在の禁止された近親性関係の定義と完全には一致しない。
聖書のいくつかの書、特にトーラーの初期の部分には、同じ家族の一員同士が一緒に性交をする物語が含まれている。これは近親相姦と解釈することが出来るが、族内婚であるとも解釈出来る。例えば、聖書はいとことの結婚を禁止していないが、他の近親者との性行為を禁止している。

## 定義
古代では、部族国家では族内婚 – 親族との結婚が好まれていた。通常、いとことの結婚が理想的だと考えられており、長女が親族以外と結婚することはしばしば禁じられていた。例えば、半血姉妹との結婚は、今日のほとんどの国で近親相姦と考えられているが、エジプトのファラオの一般的な行動だった。同様に、創世記は、夫婦であり半血兄妹であるアブラハムとサラの間にある近い遺伝的関係を批判することなく、結婚させる描写をしている。サムエル記は、皇帝と皇帝の半血妹との結婚を邪悪なものではなく珍しいものとして扱う。
レビ記18章と20章では、禁止されている近親相姦の関係が列挙されており、20章では特定の性関係に罰を規定しているが、この20章のリストは18章のものよりはるかに短く、本文批評学者は二つのリストは当初は独立した文書であり、後の時点で一緒に結びつけたと見なしている。申命記の一部では、男の親の娘（姉妹を含む）、男の父の妻（母親を含む）、男の義母を禁じられた関係とする更に単純なリストがある。これらのリストは女性の親族との関係のみが記載されており、レズビアンでなければ、これはリストが男性に宛てられていることを意味する。これらの禁止された関係のリストは以下のように比較される（青 Male で強調表示された関係は男性が禁じられている）。
|                                   |                                   |                                   | レビ記18章 | レビ記20章 | 申命記 |
| 祖父の妻（祖母を含む）            |                                   |                                   |            |            |        |
| 父親の妻                          | 父親の妻                          | 母                                | M          |            | M      |
| 父親の妻                          | 父親の妻                          | 継母                              | M          | M          | M      |
| 義母                              | 義母                              | 義母                              | M          |            | M      |
| 叔母                              | 親の姉妹                          | 親の姉妹                          | M          | M          |        |
| 叔母                              | 叔父の妻                          | 父の兄弟の妻                      | M          | M          |        |
| 叔母                              | 叔父の妻                          | 母親の兄弟の妻                    |            |            |        |
| 親の娘                            | 半血姉妹 (母親側)                 | 半血姉妹 (母親側)                 |            |            | M      |
| 親の娘                            | 父の娘                            | 姉妹                              | M          |            | M      |
| 親の娘                            | 父の娘                            | 半血姉妹 (父親側)                 | M          | M          | M      |
| 継姉妹                            |                                   |                                   |            |            |        |
| 義姉妹 (もし妻がまだ生きていたら) | 義姉妹 (もし妻がまだ生きていたら) | 義姉妹 (もし妻がまだ生きていたら) | M          |            |        |
| 姪                                |                                   |                                   |            |            |        |
| 妻の娘                            | 妻の娘                            | 娘                                |            |            |        |
| 妻の娘                            | 妻の娘                            | 継娘                              | M          | M          |        |
| 義娘                              | 義娘                              | 義娘                              | M          | M          |        |
| 妻の子供の娘 (孫娘を含む)         | 妻の子供の娘 (孫娘を含む)         | 妻の子供の娘 (孫娘を含む)         | M          |            |        |

全てのリストの中で最も顕著な特徴の一つは、男とその娘との間の性行為が明示的に禁じられていないことである。レビ記の記述で「近親者」の後で言及された最初の関係は「あなたの父」だが、ヘブライ語の原文は女性の親族に関して男性のユダヤ人にしか言及していないことを考慮する必要がある。タルムードは、娘との性関係は禁止されていることは明らかであり、特に、孫娘との関係が否定されていることが理由であるとしている。一部の聖書学者は、父娘間の性関係の禁止規定は元々リストにあったのだが、筆記者の間違いの為に現代版のテキストが最終的に依拠している版から偶然削除されたのだとしている。レビ記20章のリストは、男から見てより近い近親関係を含まないことが18章のリストと著しく異なるが、ここでも言わずとも分かるという「自明性」のために含んでいないのだと推測されるかもしれない。女性と、彼女の娘との性行為を行うことを明示的に禁止することは、男性と彼の娘との間の性行為を暗黙のうちに禁じていると主張するかもしれない。しかし、ここでは「彼ら」（即ち、女性とその娘）が親族関係にあることのみが言及されているので、別のことを示唆する可能性がある（原文の意図はここでは不明である）。ジャン・カルヴァンは父娘間の性関係を明白に禁じるとは考えていなかったが、それでもそれは不道徳と見なした
娘の場合とは別に、レビ記18章の近親相姦のリストは、初期の（イスラム以前の）アラビア文化と同じ規則を大まかに作り出している。イスラム教では、これらの既存の規則は法的に制定された。しかし、これらのリストのルールは、トーラー – ヤコブのいくつかの顕著なケースでは無視されている。彼は最初の妻の妹と結婚したと記述されている。アブラハムは妻で半血妹であるサラと共通する父親を持っている（リストで許されている母親ではなく）。
エゼキエルは、彼の時代には男とその継母や義娘や実妹との結婚が頻繁に行われたことを暗示しているこのような状況は、申命記における記述の背景であるように思われ、実際に申命記のリストはおおまかにエゼキエルと同じ3つの問題のみに対応している（しかし、義娘の代わりに義母を禁じている）。初期のラビの解説者は、他の考えられる密通が明らかに禁止されていたために、この申命記のリストは非常に短いと主張した。男性の継母、半血姉妹、そして義母というこれら3人は通常、男性と同じ家に住んでいた（密通の前に）。

### 性別固有のルール
聖書のリストは対称ではなく – 女性の暗黙のルールは同じではない。同性愛者だった場合を（簡単にするために）無視すると、男女は以下のように比較する（青 Maleは男性のみ禁じられている、赤 Fealeは女性のみ禁じられている、黄 MFは男女両方に禁じられている）。
|                                            |                                            |                                            | レビ記18章 | レビ記20章 | 申命記 |
| 祖父母の配偶者（他の祖父母を含む）         | 祖父母の配偶者（他の祖父母を含む）         | 祖父母の配偶者（他の祖父母を含む）         | F          |            |        |
| 親の配偶者                                 | 親の配偶者                                 | 親                                         | M          |            | M      |
| 親の配偶者                                 | 親の配偶者                                 | 継親                                       | MF         | MF         | M      |
| 義親                                       | 義親                                       | 義親                                       | MF         | F          | M      |
| 叔父・叔母                                 | 親の兄弟姉妹                               | 親の兄弟姉妹                               | M          | M          |        |
| 叔父・叔母                                 | 叔父・叔母の配偶者                         | 父の兄弟姉妹の配偶者                       | M          | M          |        |
| 叔父・叔母                                 | 叔父・叔母の配偶者                         | 母の兄弟姉妹の配偶者                       |            |            |        |
| 親の子供                                   | 半血兄弟姉妹（母親側）                     | 半血兄弟姉妹（母親側）                     |            |            | MF     |
| 親の子供                                   | 父の子供                                   | 兄弟姉妹                                   | MF         |            | MF     |
| 親の子供                                   | 父の子供                                   | 半血兄弟姉妹（父親側）                     | MF         | MF         | MF     |
| 継兄弟姉妹                                 |                                            |                                            |            |            |        |
| 義兄弟姉妹（もし配偶者がまだ生きていたら） | 義兄弟姉妹（もし配偶者がまだ生きていたら） | 義兄弟姉妹（もし配偶者がまだ生きていたら） | MF         |            |        |
| 甥・姪                                     | 兄弟姉妹の子供                             | 兄弟姉妹の子供                             | F          | F          |        |
| 甥・姪                                     | 義甥・義姪                                 | 配偶者の兄弟の子供                         | F          | F          |        |
| 甥・姪                                     | 義甥・義姪                                 | 配偶者の姉妹の子供                         |            |            |        |
| 配偶者の子供                               | 配偶者の子供                               | 子供                                       | F          |            | F      |
| 配偶者の子供                               | 配偶者の子供                               | 継子供                                     | MF         | MF         | F      |
| 義子供                                     | 義子供                                     | 義子供                                     | MF         | M          | F      |
| 配偶者の孫（孫を含む）                     | 配偶者の孫（孫を含む）                     | 配偶者の孫（孫を含む）                     | M          |            |        |

## 聖書の特定の近親相姦関係

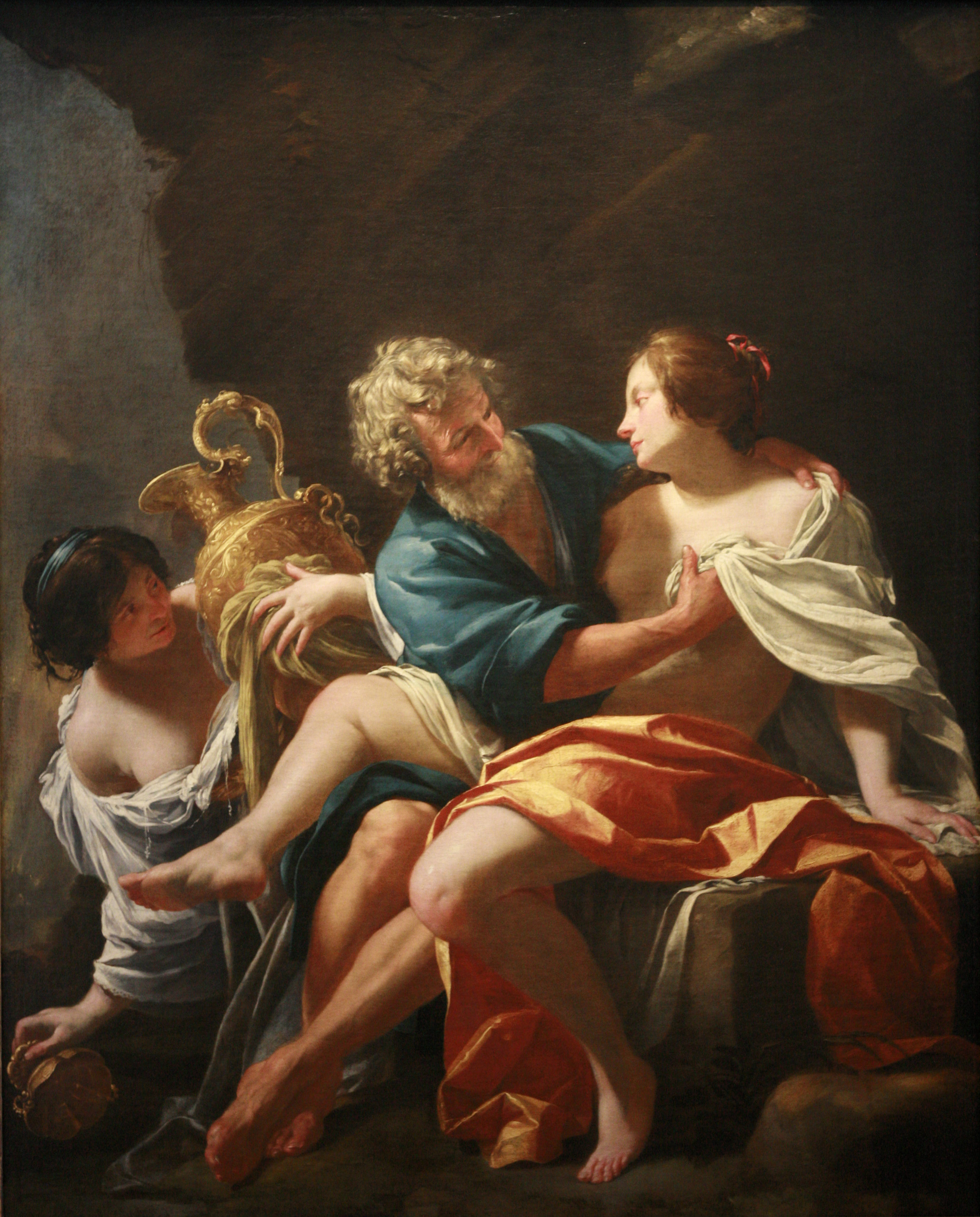
シモン・ヴーエによる1633年の作品『ロトとその娘たち』

聖書には多くの近親相姦が記されているが、そのほとんどはモーセの律法が手渡されるシナイ以前の時代に関連している。
- 創世記4章17節では、カインに妻がいるが、妻がどこから来たのかについての説明はない。神の直接の創造、または聖書によって言及されていない人々の他のグループという可能性を除けば、カインの妻の可能性は、カインの全血妹か、カインの母親イブか、後世の彼の子孫である。それは、彼がすぐに、または彼の世代レベルで結婚したことを意味するわけではなく、多大な時間が経過した可能性がある。アダムは930歳以上で死亡した。
- 創世記9章20節-27節では、ハムは父親ノアの裸を見た。タルムードは、ハムがノアにソドミーを行った可能性があると示唆している[19]。より最近では、ハムが父親の妻と性交した可能性があるとの学者もいる[20]。
- アブラハムの兄弟ナホル（英語版）は、自分の姪であり彼の他の兄弟ハラン（英語版）の娘であるミルカ（英語版）と結婚した[21]。
- 創世記19章30-38節では、ソドムとゴモラの破壊後に孤立した地域に住んでいたロトの2人の娘は、会うことが出来るパートナーがいないため父親を酔わせて誘惑することを共謀した。酔ったため、ロトは彼の長女とそれに続いて次女が彼と肉体関係を持った「気が付かなかった」[22]。生まれた2人の子供は直接的にロトの息子であり、間接的には彼の孫であり、彼の娘の息子であった。同様に、彼の息子たちもまた同じ父親を持つ半血兄弟（彼らの母親たちは姉妹）だった。
- アブラハムは、創世記の妻 - 姉妹の物語（英語版）において妻を妹だと称したが、実際に彼の妻サラは父親側で彼の半血妹であることを認めた[2]。
- アブラハムの息子イサクは、彼のいとこ半、父の兄ナホルと姪ミルカの孫娘であるリベカと結婚した[23]。イサクとリベカの長男エサウはいとこであり父の兄弟イシュマエルの娘であるマハラテ（英語版）と結婚したが[24]、次男のヤコブは母親の兄弟ラバンの娘であるレアとラケルと結婚した[25]。いとこ同士の結婚は、聖書の法律で禁じられていなかった。
- 創世記35章22節では、ヤコブの長男のルベンは、父親の妾ビルハと肉体関係を持った。
- 創世記38章で、ヤコブの4番目の息子ユダは、義娘であるタマルを売春婦と誤解し、彼女と肉体関係を持った[26]。
- 聖書の人物アムラム（英語版）は、彼の父方の叔母ヨケベドと結婚し、2人の間からミリアム、アロン、モーセが生まれた[27]。
- サムエル記で、ダビデの長男であり王位継承者であるアムノンは、半血妹であるタマルを凌辱した。タマルの兄アブサロムはこの件を知り、2年後に彼の召使にアムノンを殺すよう命じた[28]。アムノンが妹タマルに肉体関係を持ちたいと懇願した時、タマルは「その思いを王に言えば、王が私をあなたに与えないことはないでしょう」と言った[29]。
- サムエル記下16章22節では、アブサロム（ダビデの息子）は父親に対する反乱の渦中、屋上の天幕で父の内縁の女と肉体関係を持った。
- ソロモンとナアマ（英語版）の息子レハブアム[30]は、アブサロムの娘マアカ（英語版）と結婚した[31]サムエル記下14章27節は、アブサロムの娘としてマアカを挙げていないが[32]、アブサロムはアヒトフェル（英語版）の助言を受けて彼の父ダビデの妻と肉体関係を持っている[33]。